# Fritz Küffer
Friedrich Küffer (meist Fritz Küffer; * 1. Juli 1911 in Wilhelmsburg; † 13. August 2001 ebenda) war ein österreichischer Maler.

## Leben
Nach einer den zeitlichen Umständen entsprechend entbehrungsreichen Kindheit maturierte Fritz Küffer 1930 an der Lehrerbildungsanstalt St. Pölten. 1934 wurde er in der Stadtgemeinde Wilhelmsburg als Lehrer eingestellt. Während des Zweiten Weltkrieges musste er als Frontsoldat dienen.
Nach dem Krieg besuchte er an der Akademie der bildenden Künste Wien die Meisterklasse bei Robin Christian Andersen und Aktstudien bei Herbert Boeckl. Zwischen 1947 und 1952 unterzog er sich einem Privatstudium bei Carl Fahringer.

## Preise

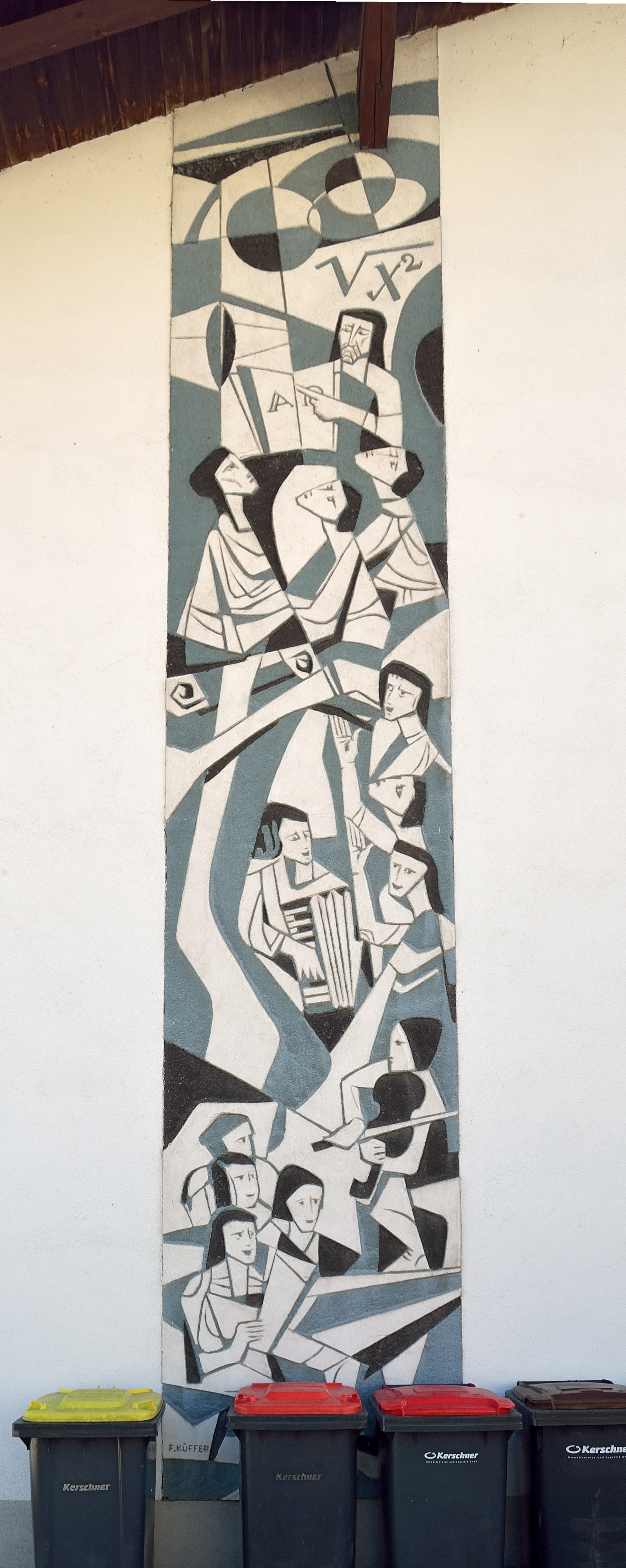
Sgraffito an der Volksschule in Ramsau

- 1976: Ehrenring der Gemeinde Wilhelmsburg
- 1980: Verleihung des Professorentitels
- 1987: Goldenes Ehrenzeichen für Verdienste um das Land Niederösterreich
- 2011: Umbenennung der Wilhelmsburger Hauptschule in Prof. Küffer-Schule[1]